# Adam Rycerz
Adam Paweł Rycerz (ur. 30 kwietnia 1977 w Krakowie) – polski fizyk teoretyczny, profesor Uniwersytetu Jagiellońskiego.

## Życiorys
Adam Rycerz w latach 1992–1996 uczył się w V Liceum Ogólnokształcącym w Krakowie. Laureat Olimpiady Astronomicznej (1995). W okresie szkolnym był stypendystą Krajowego Funduszu na rzecz Dzieci oraz Ministra Edukacji Narodowej. W 1996 odbył staże naukowe w Massachusetts Institute of Technology oraz w CERN w Genewie, zaś w 2000 w University College Cork w Irlandii. W 2000 ukończył z wyróżnieniem studia fizyczne na Uniwersytecie Jagiellońskim. Jego praca magisterska Ścisła diagonalizacja hamiltonianu oddziałujących fermionów na sieci z jednoczesną optymalizacją ich funkcji falowych jednocząstkowych otrzymała III Nagrodę Polskiego Towarzystwa Fizycznego im. Arkadiusza Piekary. W 2003 obronił tamże napisany pod kierunkiem Józefa Spałka doktorat Własności fizyczne i kwantowe przejścia fazowe w układach silnie skorelowanych elektronów w ramach ścisłej diagonalizacji połączonej z obliczeniami ab initio. Habilitował się w 2010 na podstawie dorobku naukowego, w tym dzieła Elektrony Diraca w nanostrukturach grafenowych. W 2020 uzyskał tytuł profesora nauk ścisłych i przyrodniczych.
Od 2000 związany zawodowo z macierzystym Instytutem; od 2006 jako adiunkt, od 2019 profesor nadzwyczajny, zaś od 2020 profesor. Odbył staże naukowe w Instytucie Lorentza w Lejdzie (2005–2006) oraz w Instytucie Fizyki Teoretycznej w Ratyzbonie.
Wyróżniony m.in. nagrodami rektora UJ (2004, 2008), stypendiami Ministra Nauki i Szkolnictwa Wyższego (2011–2014), Fundacji na rzecz Nauki Polskiej (2003–2004) oraz Narodowego Centrum Nauki (2017).
Żonaty z Katarzyną, ojciec Pawła (ur. 2005) i Piotra (ur. 2007).